# Wiktor Szarygin
Wiktor Szarygin, ros. Виктор Шарыгин (ur. 9 października 1949 w Moskwie, zm. w 1991 tamże) – radziecki pływak, olimpijczyk.

## Życiorys
Urodził się 9 października 1949 roku w Moskwie. Wystąpił na dwukrotnie na igrzyskach olimpijskich. Po raz pierwszy na Letnich Igrzyskach Olimpijskich 1968 w Meksyku, zajmując siódme miejsce na 200 metrów stylem motylkowym oraz na Letnich Igrzyskach Olimpijskich 1972 w Monachium, zdobywając czwarte miejsce w sztafecie 4 × 100 metrów stylem zmiennym.
W 1974 roku zdobył brązowy medal na Mistrzostwa Europy w Pływaniu w Wiedniu w sztafecie 4 × 100 metrów stylem zmiennym. W latach 1969–1974 dziewięciokrotnie pobił rekordy kraju w stylu motylkowym i zmiennym.
Przerwał karierę sportową, wracając do pływania sportowego na przełomie lat 80. i 90. Startował z powodzeniem w kategorii „Masters” (grupującej dawnych mistrzów pływackich), zdobywając Puchar Związku Sowieckiego na zawodach w Moskwie oraz mistrzostwo Moskwy i Związku Sowieckiego na zawodach w Kijowie (100 m stylem motylkowym). Zginął w sierpniu 1991 podczas puczu moskiewskiego.